# يو إف سي 74
يو إف سي 74: احترام (بالإنجليزية: UFC 74: Respect)‏ هو حدث لفنون القتال المختلطة نظمته يو إف سي، أُقيم في 25 أغسطس 2007، على ميشيلوب ألترا أرينا في لاس فيغاس، نيفادا، الولايات المتحدة.